# 黑脸唐拉格雀
黑脸唐拉格雀（学名：Trichothraupis melanops）是唐纳雀科下的一个单型属种，分布在巴西东部和南部大部分地区、巴拉圭东部和阿根廷东北部，在秘鲁、玻利维亚和阿根廷西北部的安第斯山脉东坡也有。该物种的保育状况为无危。